# Гостиный двор (Архангельск)
Архангельский гостиный двор (гостиные дворы) — торговое и оборонительное сооружение, построенное на мысе Пур-Наволок в 1668—1684 годах. К настоящему времени от комплекса сохранились фрагмент западной стены и северная башня. Памятник архитектуры федерального значения. После сноса советскими властями всех допетровских храмов города Гостиный двор стал старейшим в Архангельске зданием. С 1981 года его занимает Архангельский краеведческий музей.

## Строительство
В XVII веке более половины внешнеторгового оборота России шло через Архангельск. Торговля с представителями Московской компании шла в деревянном гостином дворе, построенном в начале XVII века.
16 мая 1667 года в городе произошёл сильный пожар, деревянные гостиные дворы сгорели. Сразу было принято решение о строительстве каменного Гостиного двора. 26 июня 1667 по приказу царя Алексея Михайловича в Архангельск выезжают градостроители Петр Гаврилович Марселис, «мастер немчин» Вилим Шарф и 5 каменщиков. Им поручено найти место, где у Архангельского города можно устроить гостины дворы и амбары каменны. Во время поездки Марселиса решено строить каменные Гостиные дворы на месте прежних деревянных на мысе Пур-Наволок.
29 февраля 1668 года началось строительство двух комплексов — Русского и Немецкого Гостиного двора. Строительством руководили иноземный инженер Матис Анцин, а с 1671 года — русский зодчий Дмитрий Михайлович Старцев (отец Осипа Старцева).
В 1670 году в результате крупного пожара выгорела деревянная оборонительная крепость Архангельска, было решено дополнить комплекс военными элементами, сделав пространство в центре, между Русским и Немецким Гостиным двором, Каменным городом-крепостью. Построены стены, четыре башни в углах и две башни в центре длинных стен вдоль Северной Двины. В 1684 году к столетию города строительство было окончено.

## Дальнейшая история
В 1694 году Архангельск посетил Пётр I, часто бывал в Гостином дворе, наблюдал здесь за торговлей голландских, английских, датских и норвежских купцов.
Главное здание в Архангельске есть палата, или двор, построенный из тесаного камня и разделяющийся на три части. Иностранные купцы помещают свои товары и сами имеют для помещения несколько комнат в первом отделении, находящемся налево от реки. Здесь же помещаются и купцы, ежегодно приезжающие сюда из Москвы и выжидающие отъезда последних кораблей, возвращающихся в свое отечество. Иностранцы, которые приезжают сюда каждый год, останавливаются там же; но спустя некоторое время после отплытия их кораблей, бывающего обыкновенно в октябре месяце, они помещаются в других местах где-нибудь, до времени возвращения их в Москву, в ноябре и декабре месяцах, когда дороги сделаются удобными для езды по снегу на санях и лед окрепнет до того, что можно переезжать по нем реки.
Входя в эти палаты, проходишь большими воротами в четырёхугольный двор, где по правую и левую сторону расположены магазины. Наверху длинная галерея, на которую ведут с обеих сторон лестницы; здесь по левую сторону находятся покои, о которых было говорено сейчас. Во второе отделение вход через подобные же ворота, где находится другая палата, в конце которой — дума со множеством покоев. Несколькими ступенями восходишь на длинную галерею, где на левой руке помещается приказ или суд, а внизу его дверь, выходящая на улицу. Судебные приговоры исполняются в этой же палате, за исключением приговоров над лицами, осужденными на смерть, исполнение коих производится в различных местах, указываемых в самих приговорах. В этом дворе хранятся вещи, принадлежащие его царскому величеству, сложенные во множестве деревянных и отчасти каменных магазинов, собственно для того и устроенных, но которыми пользуются и иностранные купцы. Третьи ворота ведут опять в особую палату, назначенную для товаров русских людей, в которой и купцы, хозяева этих товаров, также имеют помещения для себя, но не так удобные, как покои наших купцов. Улица перед палатою довольно просторная и доходит до реки. Летом, когда сюда приходят корабли, строятся два больших бревенчатых моста, продвигающихся в эту реку, для удобства переноски товаров, выгружаемых и нагружаемых во всякого рода суда. Барки, служащие для перевозки хлеба на корабли, довольно большие.
В XVIII веке основная внешнеэкономическая деятельность перенесена в Санкт-Петербург, на торговлю через Архангельск наложены ограничения, Гостиные дворы оказываются невостребованными и начинают разрушаться.
В 1770-е здание признано аварийным и принято решение о реконструкции. Каменный город и Немецкий Гостиный двор были разобраны, кирпичи и известняковые плиты направлены на починку оставшейся части Русского Гостиного двора.
В 1788 году построено здание биржи с башней. Во время навигации над башней поднимался флаг и ставился фонарь. В 1809 были достроены соляные склады.

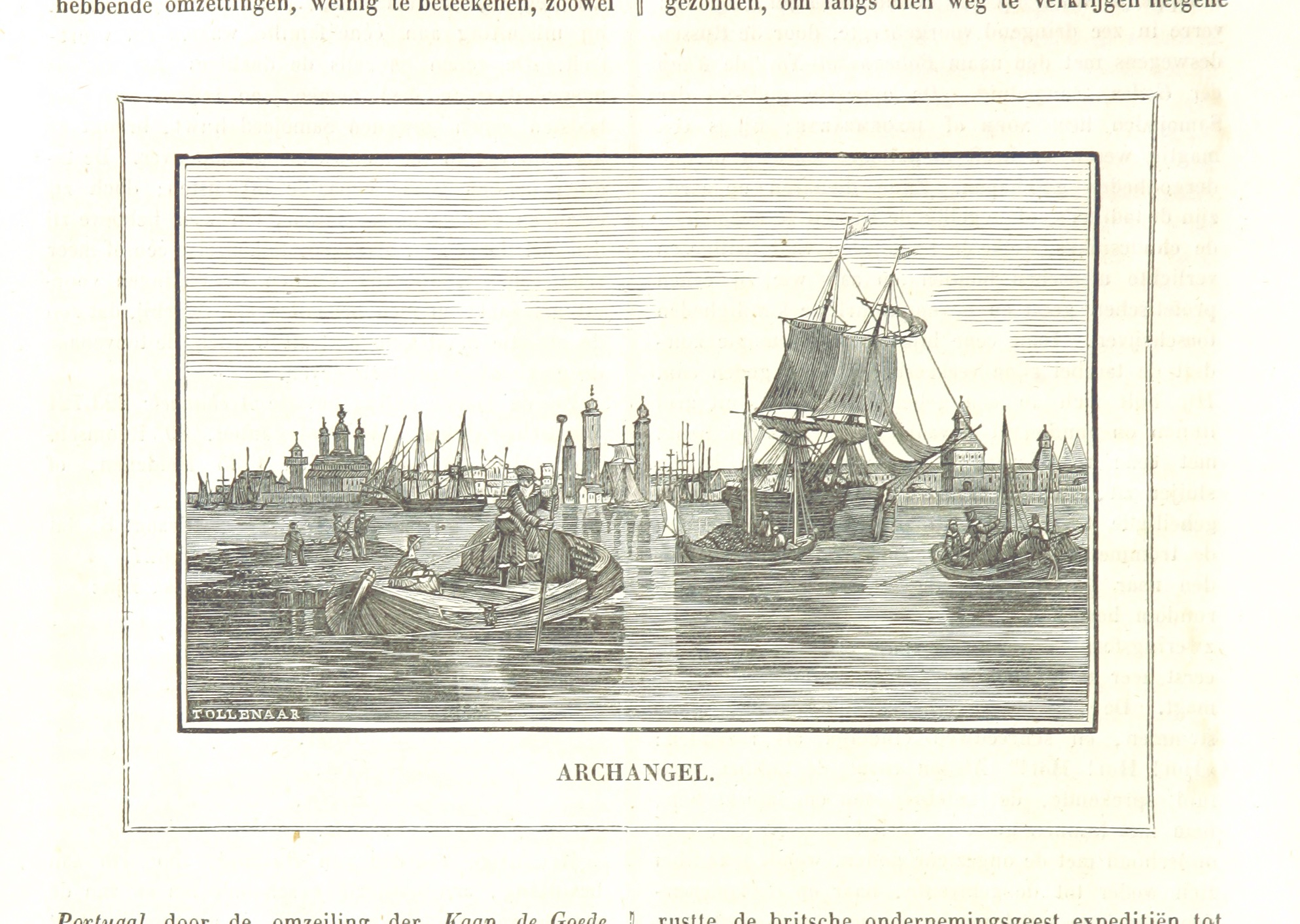

На рубеже 1920—1930-х гг. южная, восточная и северная части Русского Гостиного двора были разобраны, осталась лишь западная стена вдоль Северной Двины.
В 1981 году комплекс передан Архангельскому краеведческому музею, в здании расположены выставочные залы музея.
В постсоветское время ансамбль долгое время находился в аварийном состоянии. В 1992 году начались реставрационные работы, но в 1995 году были приостановлены из-за нехватки средств, возобновлены в 1998 году, но вскоре вновь были заморожены. В 2006 году Гостиный двор был включен в областную программу «Культура Русского Севера (2006—2009)», по которой выделены средства на реставрацию. В 2008 году здание Биржи с центральной башней было отреставрировано и окрашено в жёлтый цвет.

Ход реставрационных работ
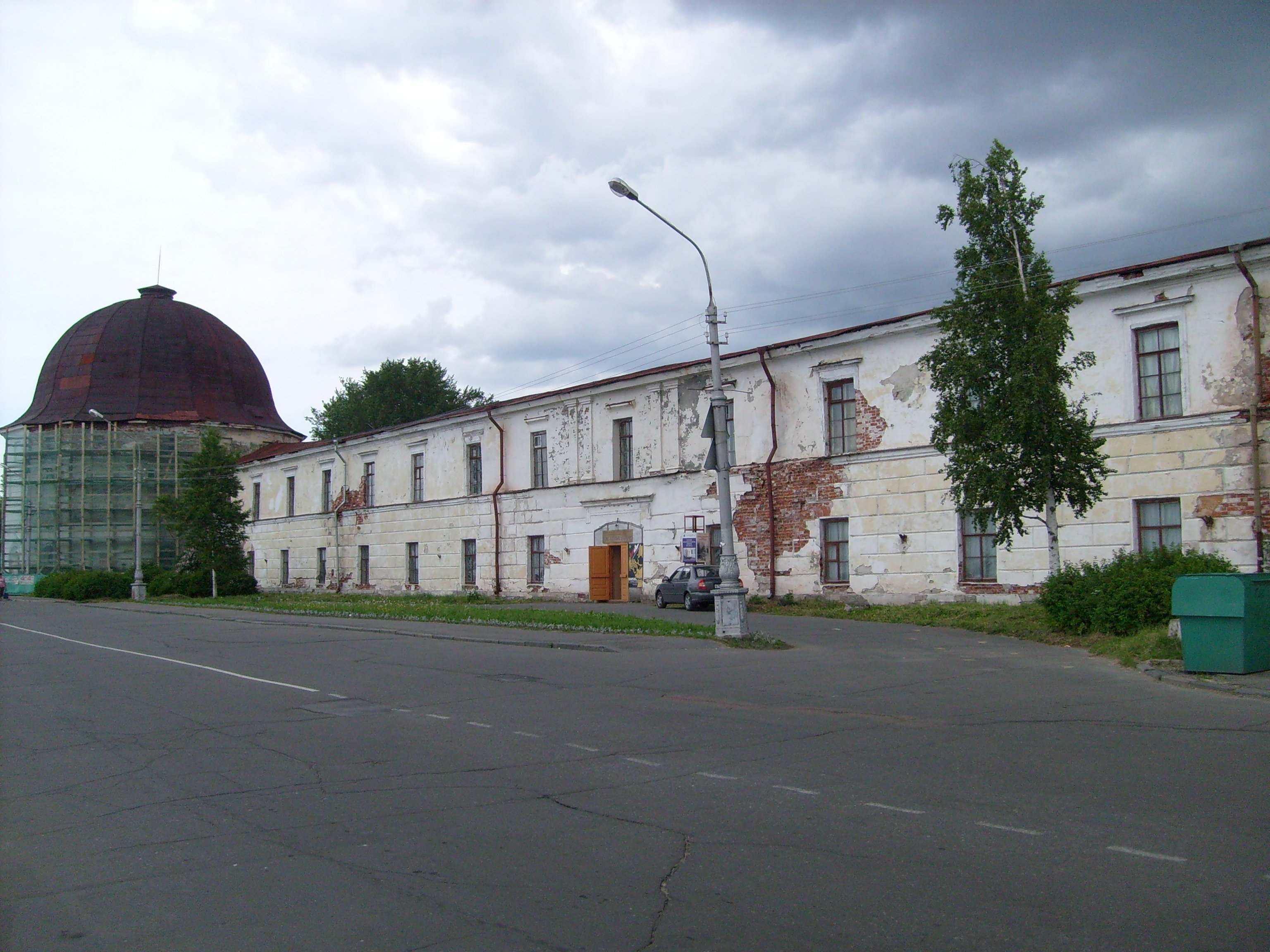
Западная стена и северная башня, 2008
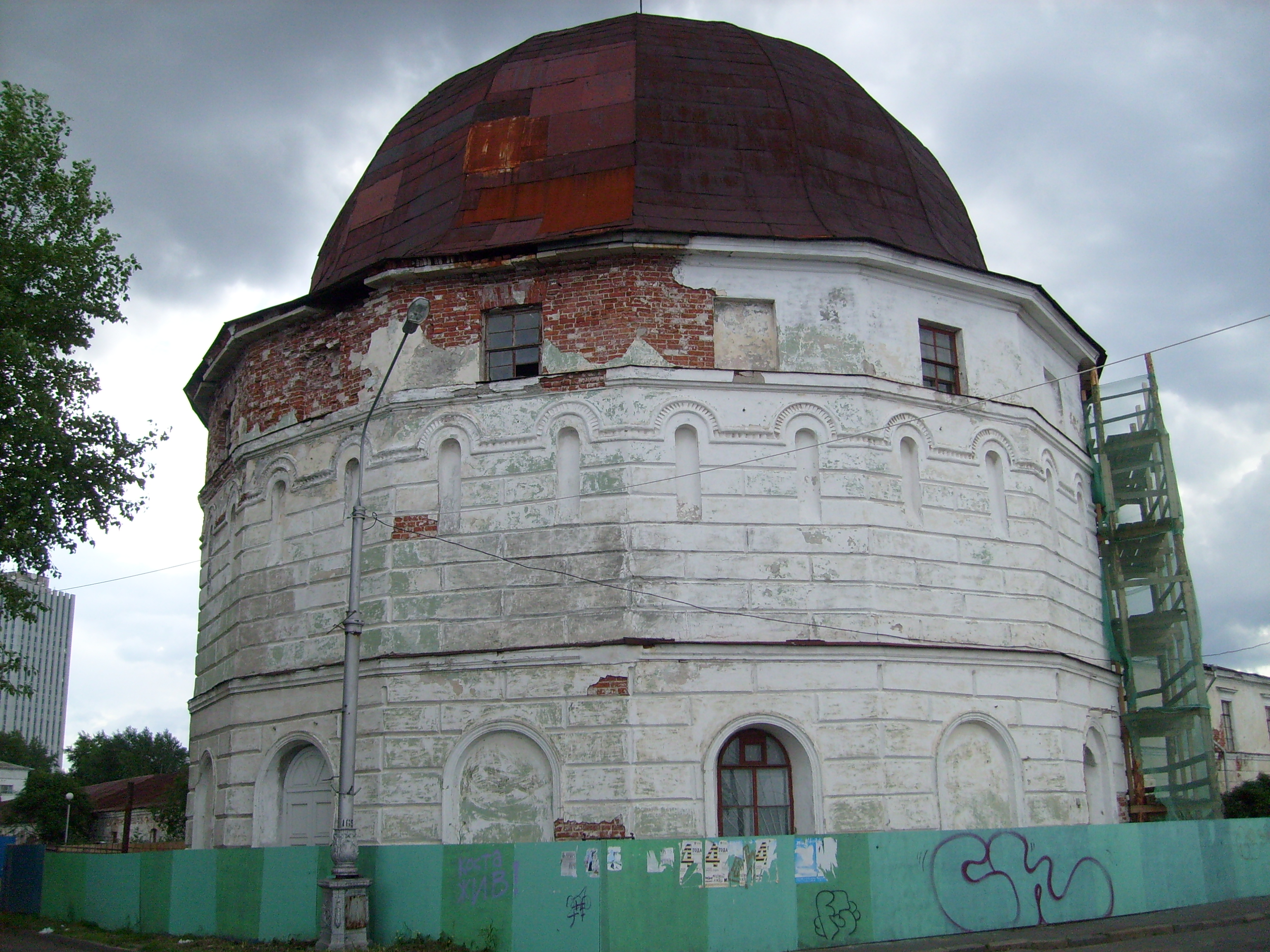
Северная башня до реставрации (2008)
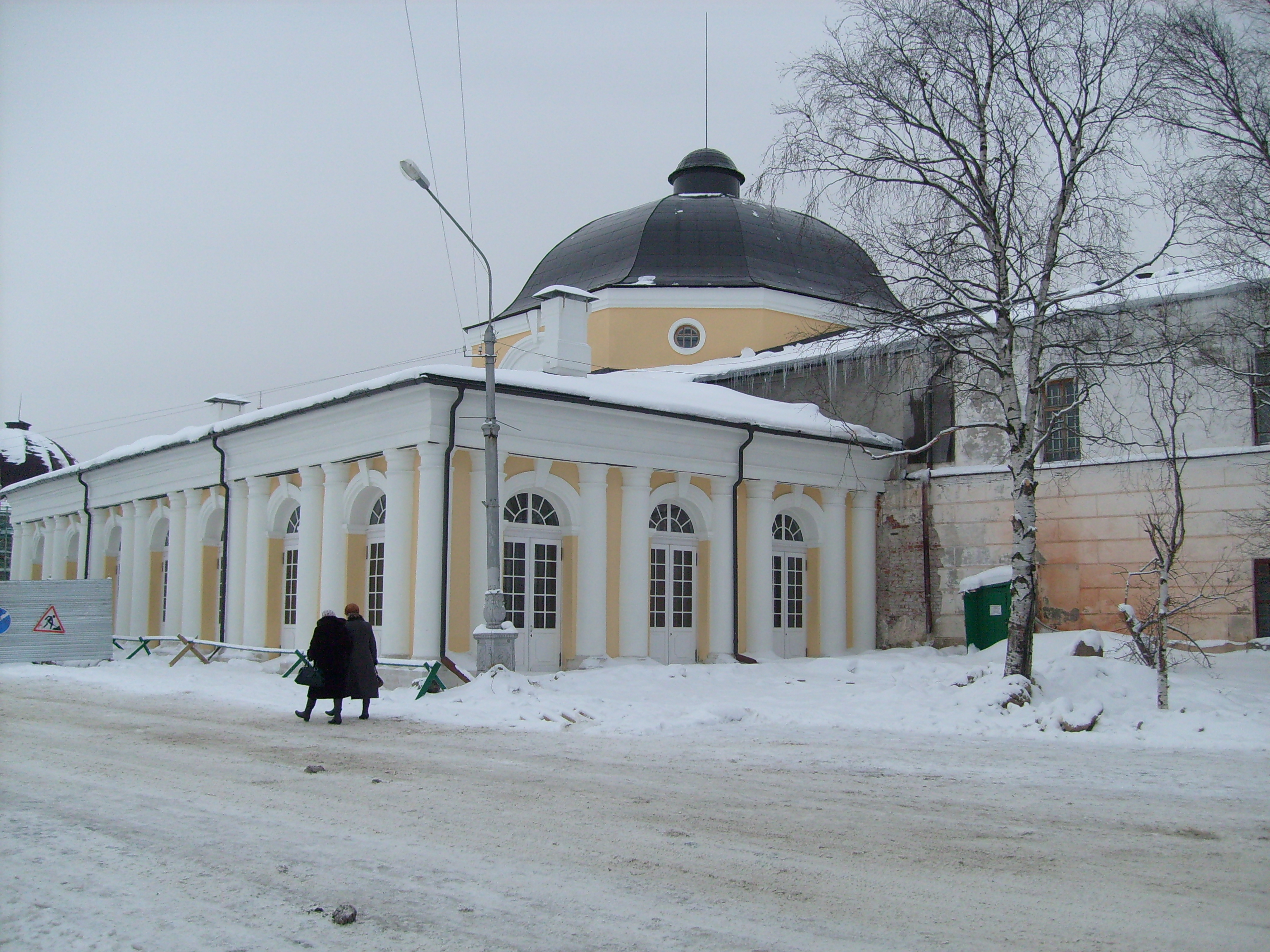
Биржа с башней, 2009
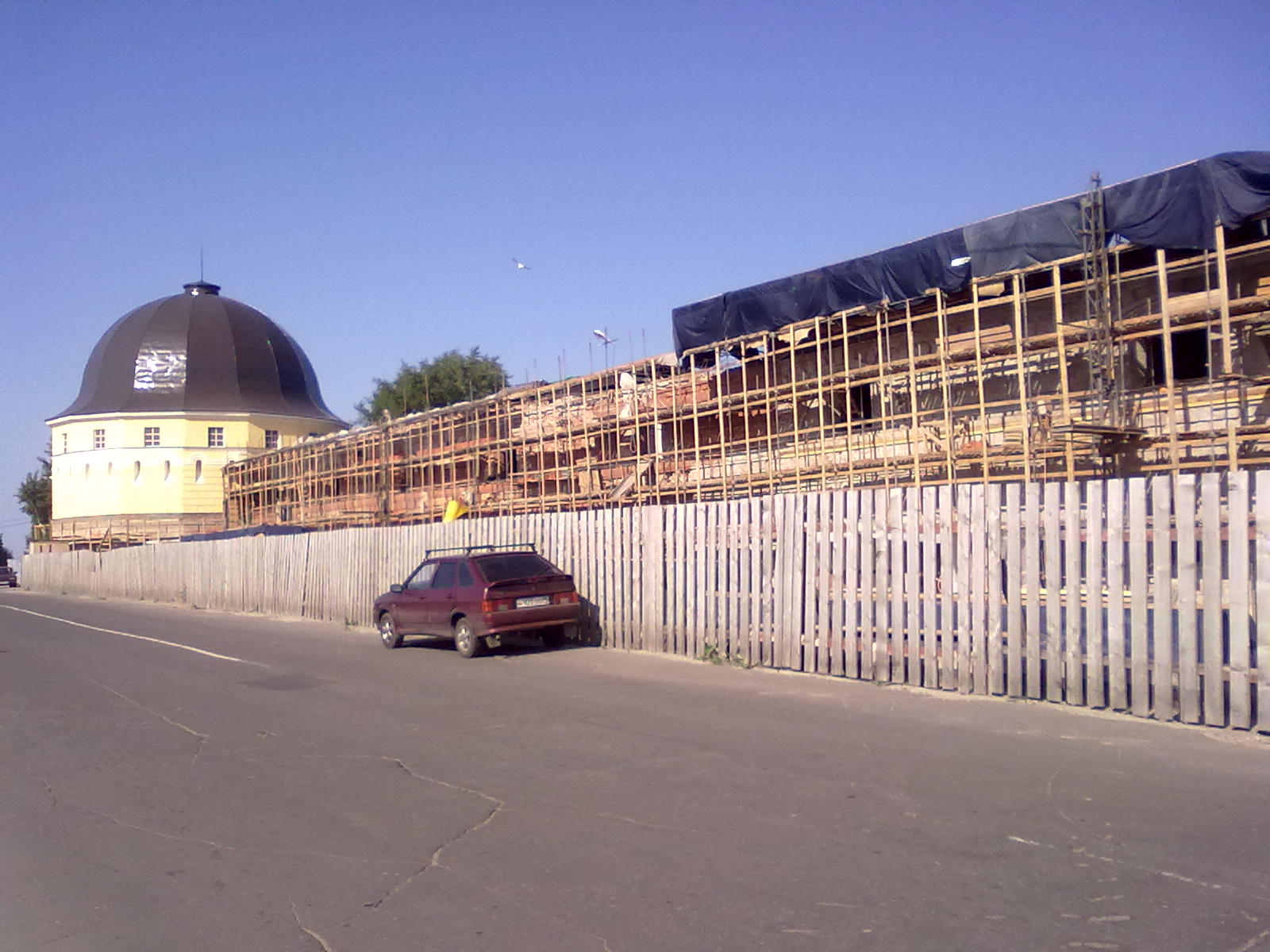
Реставрация западной стены в 2011 году
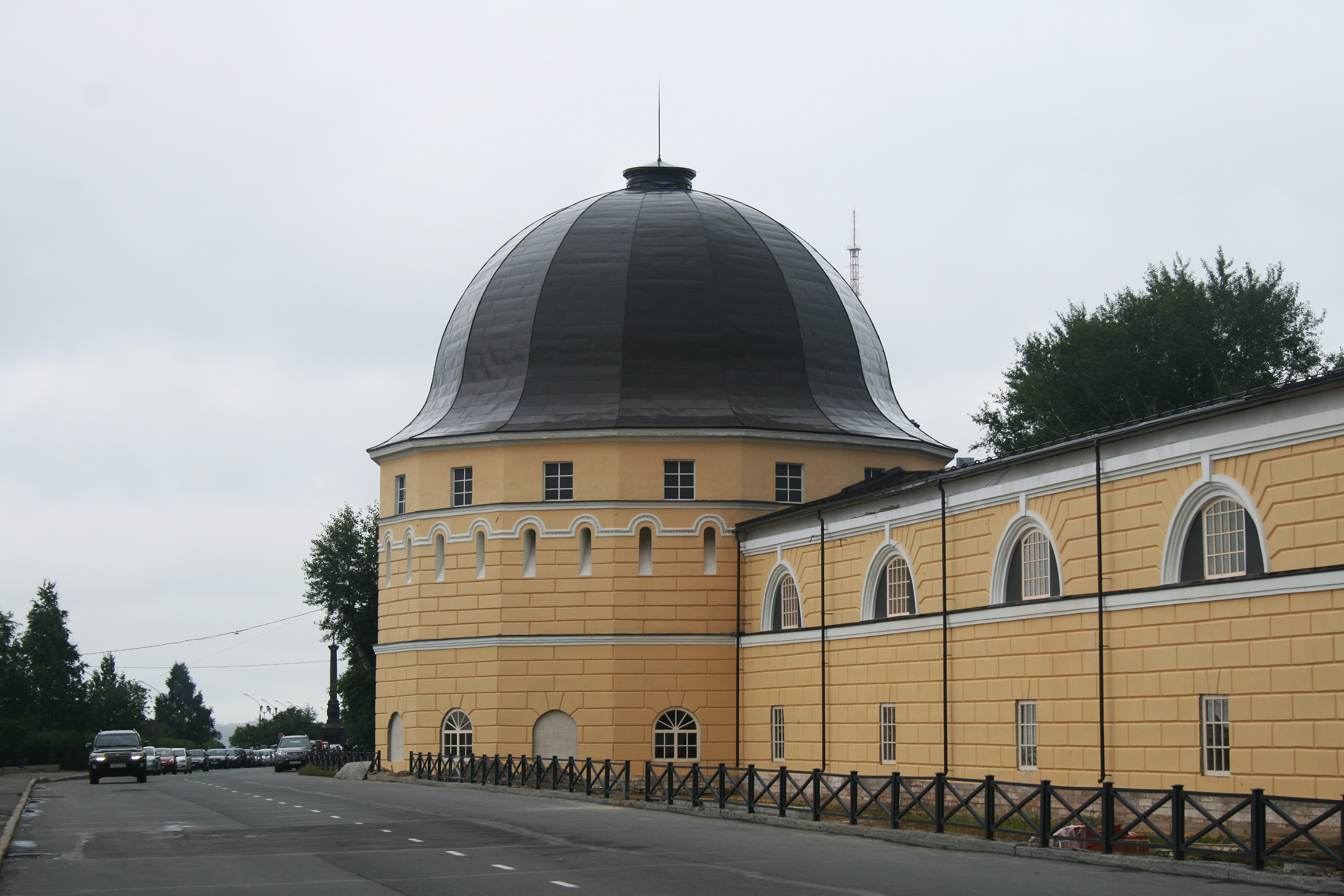
Реставрированные Северная башня и западная стена. 2013